# 348 av. J.-C.
Cette page concerne l'année 348 av. J.-C. du calendrier julien proleptique.

## Événements
- Février : expédition de Phocion en Eubée qui s'est révolté contre Athènes sur la demande de Philippe II de Macédoine[1]. Après le succès sans lendemain de Tamynes, Athènes subit défaites sur défaites et en été, reconnaît l’indépendance eubéenne[2].
- Début de l’été, troisième guerre sacrée : les Phocidiens pillent la Béotie et s’emparent d’Orchomène, de Coronée et de Corsiai au détriment des Thébains[3].
- 19 juillet (28 juin du calendrier romain) : début à Rome du consulat de Marcus Valerius Corvus et Marcus Popillius Laenas[4].
  - Deuxième traité entre Rome et Carthage[4]. Carthage reconnaît l’hégémonie de Rome en Italie.
  - Jeux séculaires à Rome, les premiers tenus selon les historiens modernes[5].
- Juillet : un nouveau corps expéditionnaire athénien est envoyé en Chalcidique (2 000 hoplites et 500 cavaliers). Retardé par le meltem, il arrive après la prise d’Olynthe par Philippe à la fin de l’été. La ville est rasée et ses habitants réduits en esclavage[2].
- Août-septembre : Philippe II de Macédoine prend la ville d'Olynthe, assurant son contrôle de la péninsule chalcidicienne. Les habitants sont réduits en esclavage et la ville est rasée[6].
- Automne : premières ouvertures de paix de Philippe aux Athéniens[2].
- Speusippe dirige l’Académie à la mort de Platon[7].

## Décès
- Platon, philosophe grec (né en 428 av. J.-C.).